# Anatoli Alexandrowitsch Wlassow
Anatoli Alexandrowitsch Wlassow (russisch Анато́лий Алекса́ндрович Вла́сов, englische Transkription Anatoly Alexandrovich Vlasov; * 7. Augustjul. / 20. August 1908greg. in Balaschow; † 22. Dezember 1975 in Moskau) war ein sowjetischer Physiker.

## Leben
Wlassow studierte 1927 bis 1931 an der Lomonossow-Universität, wo er auch den Rest seiner Karriere blieb und 1944 eine volle Professur erhielt. Er war ein Schüler von Igor Tamm. 1945 bis 1953 war er dort Vorstand der Abteilung für theoretische Physik. 
Er befasste sich unter anderem mit Optik, Physik von Kristallen, statistischer Physik und Plasmaphysik. In der Plasmaphysik ist die Vlasov-Gleichung nach ihm benannt, eine mikroskopische Bewegungsgleichung für die Verteilungsfunktionen der Elektronen und Ionen, die dort die Stelle der Boltzmanngleichung in der Gaskinetik einnimmt, die wegen der langreichweitigen Coulombkräfte nicht anwendbar ist.
1970 erhielt er den Lenin-Preis.

## Schriften
- Many-Particle Theory and Its Application to Plasma, New York, Gordon and Breach, 1961
- Statistical Distribution Functions, Moskau, Nauka, 1966 (russisch)
- Nonlocal Statistical Mechanics, Moskau, Nauka, 1978 (russisch)